# UltraHLE
 (juillet 2013).
Si vous disposez d'ouvrages ou d'articles de référence ou si vous connaissez des sites web de qualité traitant du thème abordé ici, merci de compléter l'article en donnant les références utiles à sa vérifiabilité et en les liant à la section « Notes et références ».
UltraHLE est le 1er émulateur fonctionnel de la console de jeux Nintendo 64, sorti le 28 janvier 1999. La nuit suivant sa publication, l'émulateur a été téléchargé plus de 300 000 fois,. L'apparition de cet émulateur a constitué une alternative à la console auprès des utilisateurs. En effet, son hardware est restitué sur un PC équipé d'une carte accélératrice 3dfx. 

## Technique
L'émulateur a été réalisée par Epsilon et RealityMan. Ces derniers ont réalisé que les jeux pour la Nintendo 64 étaient programmés en langage C  et ils se sont donc concentrés sur l'interception des bibliothèques logicielles C  au lieu d'intercepter les opérations au niveau de la machine, et ils ont écrit leur propre code pour interpréter les bibliothèques logicielles.

## Réactions de l'éditeur et polémiques
Cette nouveauté réalisée par la scène de l'émulation constituera en fait une régression pour sa notoriété. Nintendo tente avec un certain succès de fermer la totalité des sites proposant des ROMs commerciales Nintendo 64 en libre téléchargement (de manière illicite). En quelques semaines, l'ensemble des pages mettant à disposition de tels fichiers tombe littéralement. Il devient dès lors extrêmement difficile de parvenir à se procurer des ROMs N64. 
Il est considéré comme l'un des plus compatibles, malgré l'arrêt de son développement.
Une version entièrement traduite en Français, décompilée et améliorée par des patchs et une interface graphique, verra le jour peu après. Son auteur "DED" (André Poncet), s'arrêtera à la version 1.49, téléchargeable ci-dessous. Vous pourrez également jouer sans carte 3DFX.